# Curtis Jones
Curtis Julian Jones (født 30. januar 2001) er en engelsk fodboldspiller, der spiller på midtbanen for Premier League-klubben Liverpool F.C. og Englands fodboldlandshold.

## Klubkarriere

### Ungdom
Jones begyndte at spille for Liverpool F.C. som niårig. I januar 2018 kom han på klubbens U/23-hold, og han underskrev sin første kontrakt 1. februar samme år.
Senere samme år blev han en del af førsteholdstruppen og opnåede at blive udtaget til kamp, dog uden at få debut. Denne kom 7. januar 2019 i en FA Cup-kamp mod Wolverhampton.

### Liverpool
Curtis Jones fik debut i Premier League, da han blev skiftet ind i kampen mod AFC Bournemouth 7. december 2019.
5. januar 2020 scorede Jones sit første mål, da Liverpool sparede de fleste af de etablerede spillere, men trods alt vandt 1-0 i FA Cup-kampen mod lokalrivalerne fra Everton F.C.
Jones har siden forlænget sin kontrakt med Liverpool, senest i november 2022, så den løber til juni 2027.

## Landshold
Curtis Jones har spillet på flere af de engelske ungdomslandshold, og siden 2020 har han spillet 12 kampe for England U/21.

## Privatliv
Jones blev født i Liverpool, Merseyside, og voksede op i området Toxteth.